# Wildest Moments
Singles de Jessie Ware
If You're Never Gonna Move
(2012) Night Light
(2012)
Wildest Moments est le troisième single de la chanteuse britannique Jessie Ware issu de son premier album, Devotion. Le single sort le 29 juin 2012 sur le label Island Records.

## Liste des pistes
| 1. | Wildest Moments | 3:42 |

## Classements
| Classement (2012)                       | Meilleure position |
| --------------------------------------- | ------------------ |
| Belgique (Flandre Ultratop 50 Singles)  | 3                  |
| Belgique (Wallonie Ultratop 50 Singles) | 26                 |
| Grèce (Billboard)                       | 3                  |
| Royaume-Uni (Official Charts Company)   | 46                 |

## Historique des sorties
| Pays        | Date         | Format                 | Label          |
| ----------- | ------------ | ---------------------- | -------------- |
| Royaume-Uni | 29 juin 2012 | Téléchargement digital | Island Records |